# Ingresos pasivos
Ingresos pasivos son ingresos de valores que requieren un trabajo mínimo para ganar y mantener. Se llama ingreso pasivo progresivo cuando el que gana gasta poco esfuerzo para aumentar el ingreso. Los ejemplos de ingresos pasivos incluyen ingresos por alquiler y cualquier actividad comercial en la que el perceptor no participe materialmente. Las autoridades tributarias de algunas jurisdicciones, como el Servicio de Impuestos Internos en los Estados Unidos de América, distinguen los ingresos pasivos de otras formas de ingresos, como los ingresos por empleo regular o contractual, y pueden gravarlos de manera diferente.

## Estados Unidos
El Servicio de Impuestos Internos de los Estados Unidos clasifica los ingresos como ingresos activos, ingresos pasivos o ingresos de cartera. Define los ingresos pasivos como los que provienen únicamente de dos fuentes, o "actividades pasivas": actividad de alquiler o "actividades comerciales o comerciales en las que no participa materialmente". Otras instituciones financieras y gubernamentales también lo reconocen como un ingreso obtenido como resultado del crecimiento del capital o en relación con apalancamiento negativo . Los ingresos pasivos suelen estar sujetos a impuestos.
Los ingresos activos son los ingresos del trabajo, incluidos todos los ingresos imponibles y los salarios que recibe el asalariado por trabajar. Los ingresos activos incluyen salarios, ingresos por trabajo por cuenta propia y participación material en una corporación o sociedad tipo S. Los ingresos de la cartera se derivan de inversiones como dividendos, intereses, ganancias de capital y algunas regalías.

### Actividades pasivas
Hay tres tipos de actividades pasivas:
- Flujos de efectivo de los ingresos de la propiedad, incluidas las ganancias de la propiedad del capital, el alquiler de la propiedad de los recursos, como los ingresos por alquiler, los flujos de efectivo de la propiedad o cualquier propiedad inmobiliaria, y los intereses de la propiedad de activos financieros.[6]
- Actividades comerciales en las que no se participa materialmente durante el año.[6]
- Regalías, que son pagos realizados por una empresa (el licenciatario) a otra empresa o persona (el licenciante) por el derecho a utilizar la propiedad intelectual (libro, música, video) o patente de esta última. Sin embargo, el Servicio de Impuestos Internos sólo considera ingresos pasivos por regalías cuando "no se derivan del curso normal de un oficio o negocio".[2]

Algunas sociedades limitadas pueden considerarse pasivas siempre que el socio limitado no tenga ningún papel en la empresa e intercambie su inversión de capital por una parte de los beneficios de las actividades.[cita requerida]

### Actividades de alquiler
Para ser considerada una actividad de alquiler, la propiedad tangible es utilizada por los clientes y los ingresos pagados por la actividad provienen del monto pagado por el uso de la propiedad y no se considera un alquiler si:
El período medio de uso del cliente es:
- 7 días o menos
- 30 días o menos y se proporcionaron importantes servicios personales